# Myrcia pubescens
Myrcia pubescens är en myrtenväxtart som beskrevs av Dc.. Myrcia pubescens ingår i släktet Myrcia och familjen myrtenväxter. Inga underarter finns listade i Catalogue of Life.